# Maysel
Maysel é uma comuna francesa na região administrativa de Altos da França, no departamento de Oise. Estende-se por uma área de 3,71 km². Em 2010 a comuna tinha 242 habitantes (densidade: 65,2 hab./km²).